# Xenocalliphora divaricata
Xenocalliphora divaricata är en tvåvingeart som beskrevs av Dear 1986. Xenocalliphora divaricata ingår i släktet Xenocalliphora och familjen spyflugor. Inga underarter finns listade i Catalogue of Life.